# Podium (magazine)
Podium  était un magazine mensuel, centré sur les artistes, la variété et la musique pop, paru entre 1971 et 2000.

## Contenu
Proche de la presse people, Podium a joué un rôle important dans l'histoire de la presse pour adolescents à sa création en 1972, en particulier pour un public de filles, s'appuyant en particulier sur le phénomène musical et la grande popularité du chanteur Claude François. Il a eu pour concurrents Salut les copains de Jean-Marie Périer dont Claude François, omniprésent directeur de la rédaction, a débauché l'assistant Gilbert Moreau, puis OK Magazine, ou encore Numéros Un et Chanson magazine, deux titres moins proches de la presse people, auxquels a œuvré Didier Varrod, biographe de Jean-Jacques Goldman.

## Histoire
En 1972, Claude François est « à la recherche d'une vitrine qu'il ne trouve pas dans le succès du moment » de la presse magazine pour jeunes, Salut les copains.
Le 1er juillet 1972, il rachète à Claude Bernardini un fanzine toulousain, Podium, pour un million de francs, et l'installe dans l'hôtel particulier basé au 122, boulevard Exelmans. La naissance de Podium avait eu lieu dès décembre 1971, dans les locaux de la rue Bayard, à Toulouse, son premier numéro étant lancé à 60 000 exemplaires avec Gilbert Montagné en couverture. Cloclo avait chanté dans cette ville pour la première fois le 24 novembre 1963, au Palais des sports.
Le magazine mensuel devient en trois ans la plus grosse publication à destination du public jeune. Tirant à 400 000 exemplaires au milieu des années 1970, il supplante même Salut les copains.
De son côté, l'artiste toulousain Claude Bernardini « ne se reconnaît plus dans ce projet » et cède ses parts à Claude François en 1976 pour se consacrer à la presse écrite, notamment les titres Toulouse matin ou encore Centre Presse.
Le dernier numéro de l'ère Cloclo sort en 1979. Son concurrent direct, Daniel Filipacchi, rachète le titre en 1982. Le magazine est relancé en 1993 sous le nom d’OK Podium, avant de disparaître début des années 2000.